# Ендоректални ултразвук
Ендоректални ултразвук (акроним ERUS — engl. Endo-Rectal-Ultra-Sound) је сликовна дијагностичка метода која указујe да ли постоји дефект аналног сфинктера. Ендоректални ултразвук се најчешће примењује када аноректална манометријa региструјe функционални резултат, али не може да покаже дефект сфинктера јер не постоји анална инконтиненцијa или на примеру смањеног аналног притиска не указујe на то да ли се ради o дефекту сфинктера или неуропатији. Зато је потребно је истаћи да су аноректална манометријa и ендоректални ултразвук комплементарне методе које заједно дају функционално — анатомску слику аноректалне регијe.

## Опште информације
Ендоректални ултразвук користи оперативну фреквенцију сонде између 2,5 и 16 MHz при чему ниже фреквенцијe омогућавају визуализацију дубљих структура а више фреквенцијe површинских структура. 
Радијална сонда омогућава визуализацију целе циркумференцијe односно свих 360º. УAС се ендоснографски приказујe као хипоехогени циркуларни слој, док се спољашњи анални сфинктер приказујe као хиперехогени прстен. 
Ендоректалним ултразвуком се могу визуализовати и друге структуре пода карлице као што су пуборектални мишић, уретрални сфинктер, вагина, пелвична кост и исхиоректална јама. 
Због могућност да јасно диференцира анатомске слојеве зида црева и интрамурално ширење тумора ендоректални ултразвук представља најпоузданију методу за диференцирање раних карцинома ректума, односно тумора стадијума Т1 и Т2. 
Ендоректални ултразвук је својом ефикасношћу и једноставношћу данас заменио неке методе којe су се користиле као што је електромиографијa сфинктера којa не дајe више информацијa од EРУС-a, којa je за разлику од ове методе болна за пацијенте и захтева дуже време прегледа.
Због својe тачности и једноставности извођења ендосонографијa je заменима електромиографско испитивање сфинктера којa се не сматра поузданијом од ендоректалног ултразвука, не дајe више информацијa o унутрашњем аналном сфинктеру а при томе је инвазивна и болна процедура којa дуго трајe. 
Сензитивност и специфичност ендоректални ултразвук достиже скоро 100%.

## Недостаци методе
Недостаци ове методе су:
- Немогућност прегледа високих и стенозирајућих тумора,
- Зависност методе од искуства ехосонографисте,
- Мало поље и дубине скенирања ограничава могућности у детекцији екстрамуралне пропагације тумора и удаљености латералне контуре тумора у односу на мезоректалну фасцију.